# Mohammad Hardi Jaafar
Mohammad Hardi Jaafar (ur. 30 maja 1979 w Ipoh) – piłkarz malezyjski grający na pozycji defensywnego pomocnika.

## Kariera klubowa
Karierę piłkarską Hardi rozpoczął w klubie Perak FA. W 1999 roku zadebiutował w jego barwach w pierwszej lidze malezyjskiej. W tym samym roku zdobył z Perakiem Tarczę Dobroczynności. W 2000 roku odszedł do Melaki TFMC. W tamtym roku zdobył z tym klubem Malaysia FAM Cup. Na początku 2004 roku został zawodnikiem Selangoru FA, a w latach 2005-2007 ponownie grał w Melace TMFC. W sezonie 2007/2008 grał w Peraku FA, a w 2009 roku ponownie został zawodnikiem Selangoru FA.Grał również w Felda United, Penang FA, Perak FA i MOF Putrajaya.

## Kariera reprezentacyjna
W reprezentacji Malezji Hardi zadebiutował w 2002 roku. W 2007 roku został powołany do kadry na Puchar Azji 2007. Tam rozegrał 3 spotkania: z Chinami (1:5), z Uzbekistanem (0:5) i z Iranem (0:2).